# Sidi Moussa
Sidi Moussa (în arabă سيدي موسى) este o comună din provincia Alger, Algeria.
Populația comunei este de 40.750 locuitori (2008).